# هتل میامی گرگان
هتل میامی گرگان در استان گلستان شهر گرگان قرار داشته و یکی از اصیل‌ترین آثار معماری دوره‌های پهلوی گرگان می‌باشد که دیگر وجود خارجی ندارد . این اثر را به لحاظ کارشناسی شاید بتوان روایت تاریخی عینی از دورهٔ مدرنیسم متاخر و وارداتی بزرگانی چون وارطان هوانسیان دانست. تراسی‌های کنسول شده، عناصر خاص و خالص و موتیف‌های متناسب، استفاده از مصالح دورهٔ مدرنیته چون سیمان به روی نما و حجم ستودنی آن به همراه قاب‌بندی متناسب با نسبت‌هایی مدرن و در حاشیه اصلی‌ترین گره شهری که همان میدان شهرداری گرگان می‌باشد قرار داشته‌است.